# O'Amate
O'Amate is een bestuurslaag in het regentschap Alor van de provincie Oost-Nusa Tenggara, Indonesië. O'Amate telt 825 inwoners (volkstelling 2010).